# Let Each One Go Where He May
Let Each One Go Where He May is een film uit 2009, geregisseerd door de Amerikaanse filmmaker Ben Russell. De film is in zijn geheel opgenomen in Suriname en bestaat uit dertien takes van tien minuten elk.
Russell volgt twee Saramaccaanse broers die de reis maken die hun voorouders maakten toen ze ontsnapten aan de Nederlandse slavernij. De weg verloopt vanaf de buitenwijken van Paramaribo langs stroomversnellingen en marrondorpen naar een dorp in het binnenland.
Parbode schreef in een recensie over de film: "Je kunt de warmte bijna voelen, het oerwoud haast ruiken. De camera volgt de reis van twee Marronbroers door het Surinaamse binnenland zo nauwgezet, dat het lijkt alsof je echt naast ze loopt."
Het was voor Russell zijn debuut als speelfilm, de première draaide in Toronto. De film werd ook opgenomen in het programma van het International Film Festival Rotterdam (IFFR) dat begin 2010 plaatsvond. Suriname was niet onbekend voor Russell. Hij diende hier in het Amerikaanse Peace Corps.